# Други доњи кутњак
Други доњи кутњак (лат. dens molaris secundus inferior) је седми зуб од медијалне линије у оба доња квадранта сталне дентиције. У контакту је са првим кутњаком мезијално и умњаком (уколико је присутан) дистално, а оклудира са првим и другим моларом из горње вилице. Овај зуб показује правилан знак угла и лука, лингвални нагиб круне и дистални нагиб корена.
У доњој вилици постоје два друга кутњака, која се обележавају на следећи начин:
- стални доњи десни други кутњак – 47;
- стални доњи леви други кутњак – 37.

Зуб је морфолошки и функционално сличан првом кутњаку, али је више симетричан и генерално мањи од њега у свим димензијама. Основна улога у мастикацији му је гњечење и млевење хране.

## Круна
Круна зуба (лат. corona dentis) је масивна, али је краћа у оклузо-цервикалном правцу од круна доњих премолара. Она се описује из пет аспеката: букалног, лингвалног, два проксимална и оралног.

### Букални аспект
Букална површина је трапезастог облика са базом у пределу гризне површине и то је највећа страна овог зуба. У целости је конвексна, а максимум конвекситета се налази у цервикалној и мезијалној трећини круне. Ова површина прелази у мезијалну у оштријем луку него у дисталну, односно показује правилан знак лука.
У средњој и оклузалној трећини ове стране налази се букална бразда, која дели букалну површину на два скоро једнака дела: букомезијални и букодистални. Бразда полази са оклузалне ивице, пружа се цервикално и завршава у средњој трећини круне. Често се завршава букалном јамицом или се само изгуби. Понекад се у цервикалној трећини може срести букоцервикални гребен који се пружа хоризонтално и најизраженији је у свом мезијалном делу.
Цервикална линија је конвексна у правцу корена.

### Лингвални аспект
Лингвална површина је такође трапезастог облика, али је мања и краћа од букалне и у целости је нагнута орално. Оклузална и средња трећина круне су конвексни, а цервикална је благо удубљена. Висина контуре се налази у средњој трећини ове површине.
На оралној страни налази се лингвална бразда, која маркира границу између мезио- и дистолингвалне квржице. Она се губи на споју оклузалне и средње трећине, а ретко се завршава у виду лингвалне јамице.
Проксимални профили су слични као са букалног апекта, а висине контура се налазе на споју оклузалне и средње трећине. Са ове стране делови мезијалне и дисталне површине су мање видљиви у поређењу са првим доњим моларом.
Цервикална линија (глеђно-цементни спој) је скоро равна и краћа је мезио-дистално.

### Мезијални аспект
Мезијална површина је правоугаоног облика. Она је виша, шира и равнија од дисталне стране. Контактна зона је овоидног облика и локализована је на споју оклузалне и средње трећине. У цервикалној трећини присутна је заравњена или благо конкавна депресија троугластог облика.
Букални и лингвални профил су мање-више конвексни и конвергују ка гризној површини (према мезиобукалној и мезиолингвалној квржици). Оклузални профил формира мезијални маргинални гребен, који у средњем делу пресеца мезијална ивична бразда. 

### Дистални аспект
Ова површина личи на мезијалну, али је нешто мања и испупченија. Из овог аспекта видљив је већи део унутрашњег оклузалног поља и мали део букалне површине.
Оклузални профил дисталне стране формира дистални маргинални гребен пресечен дистомаргиналном браздом, а у перспективи се виде дистобукална и дистолингвална квржица са одговарајућим триангуларним гребенима.

### Оклузални аспект
Гризна површина је удубљена и има облик четвороугла. Она је ограничена мезијалним и дисталним маргиналним гребеном и гребенима четири главне квржице.

#### Спољашње оклузално поље
Спољашње оклузално поље има контуру правоугаоника, истакнуту конвекситетом букалних и лингвалних квржица.

#### Унутрашње оклузално поље
Контура унутрашњег оклузалног поља је такође правоугаоног облика. Основни морфолошки елементи гризне површине су квржични и фисурни комплекс.
Квржични комплекс се састоји од четири квржице, за разлику од првог молара. То су: мезиобукална, дистобукална, мезиолингвална и дистолингвална квржица. Приближно су исте величине, мада је мезиобукална нешто масивнија у односу на остале. Прве три квржице формирају мезијалну половину унутрашњег оклузалног поља, тј. тригонид који је приметно шири у односу на дистални део (талонид).
Свака квржица има четири гребена, која су добила имена према правцу пружања: букални, лингвални, мезијални и дистални квржични гребен, и четири косе равни: мезио- и дистолингвалну и мезио- и дистобукалну. Од врха сваке квржице полазе триангуларни гребени, који се спуштају ка централној бразди унутрашњег оклузалног поља и формирају два трансверзална гребена.
Фисурни комплекс чине централна, мезијална и дистална јама и одговарајуће бразде.
Централна јама се налази у средишњем делу оклузалне површине, кружног је облика и дубља је од проксималних јама. У њеном центру је присутна централна јамица (лат. fossula centralis) и налази се на споју три главне бразде: букалне, лингвалне и централне.
Мезијална јамица (лат. fossula mesialis) се налази у најдубљој области мезијалне триангуларне јаме и она представља спој четири бразде: централне, мезиобукалне триангуларне, мезиолингвалне триангуларне и мезијалне маргиналне бразде.
Дистална јамица (лат. fossula distalis) није тако дубока и стециште је четири бразде: централне, дистобукалне триангуларне, дистолингвалне триангуларне и дисталне маргиналне бразде.
Главне развојне бразде се укрштају у пределу централне јаме и формирају тзв. „+4“ образац. Обично су присутне и суплементарне бразде које се радијално шире од главних елемената фисурног комплекса.

## Врат
Врат зуба (лат. collum dentis) је на букалној и оралној страни конвексан према врху корена, док је на проксималним странама подељен у три лучна сегмента (од којих су букални и лингвални конвексни према корену, а средишњи према гризној површини).

## Корен
Коренско стабло (лат. radix dentis) има две гране: мезијалну и дисталну. Они су краћи у поређењу са првим доњим кутњаком. На попречном пресеку су овалног облика са већим буко-оралним промером. Обе гране показују дистални нагиб, а мезијални корен је обично нешто дужи и шири од дисталног. Понекад су на њиховим проксималним површинама присутне развојне депресије (лат. fissura longitudinalis).

## Димензије
| Други доњи кутњак     |                         |              |               |                    |
| Мезио-дистална ширина | Вестибуло-орална ширина | Висина круне | Дужина корена | Укупна дужина зуба |
| 10,5 mm                 | 10,0 mm                   | 7,0 mm         | 12,0 mm         | 19,0               |

## Развој зуба
| Почетак калцификације | Комплетно формирана круна | Ницање (ерупција) | Завршен раст корена |
| --------------------- | ------------------------- | ----------------- | ------------------- |
| 21/5 - 3 године       | 7 - 8 година              | 11 - 13 година    | 14 - 15 година      |

## Варијације
Варијације зуба могу да се јаве у погледу:
- броја квржица,
- експресије букалне јамице,
- регуларности фисурног комплекса и
- регуларности коренова.